# Gare de Yokoyama (Hyōgo)
La gare de Yokoyama (横山駅, Yokoyama-eki) est une gare ferroviaire située dans la ville de Sanda, dans la préfecture de Hyōgo au Japon. La gare est exploitée par la Kobe Electric Railway sur la ligne Sanda et Kōen-Toshi.

## Disposition des quais
La gare de Yokoyama est une gare disposant d'un quai et de deux voies.

| N° de voie | Ligne        | Direction              |
| ---------- | ------------ | ---------------------- |
| 1          | ▆ Sanda      | Sanda                  |
| 2          | ▆ Sanda      | Shinkaichi/Arima-Onsen |
| 2          | ▆ Kōen-Toshi | Woody Town Chūō        |

## Gares/Stations adjacentes
| Kobe Electric Railway |                       |                              |                       |                           |
| Direction Sanda       | ligne Shintetsu Sanda | ligne Shintetsu Sanda        | ligne Shintetsu Sanda | Direction Arimaguchi      |
| Sanda-Honmachi KB28   |                       | Spécial Rapid Service 特快速 |                       | Shintetsu Dōjō KB26       |
| Sanda-Honmachi KB28   |                       | Semi-Express 急行            |                       | Shintetsu Dōjō KB26       |
| Sanda-Honmachi KB28   |                       | Express 急行                 |                       | Shintetsu Dōjō KB26       |
| Sanda-Honmachi KB28   |                       | Local 普通                   |                       | Shintetsu Dōjō KB26       |
| Direction Yokoyama    | ligne Kōen-Toshi      | ligne Kōen-Toshi             | ligne Kōen-Toshi      | Direction Woody Town Chūō |
| Sanda-Honmachi KB28   |                       | Local 普通                   |                       | Flower Town KB31          |